# Grythyttans distrikt
Grythyttans distrikt är ett distrikt i Hällefors kommun och Örebro län. Distriktet ligger omkring Grythyttan i västra Västmanland och gränsar till Värmland. 

## Tidigare administrativ tillhörighet
Distriktet inrättades 2016 och utgörs av en del av området Hällefors köping omfattade till 1971, delen som före 1967 utgjorde Grythyttans socken.
Området motsvarar den omfattning Grythyttans församling hade vid årsskiftet 1999/2000.

## Tätorter och småorter
I Grythyttans distrikt finns en tätort och två småorter.

### Tätorter
- Grythyttan

### Småorter
- Hammarn
- Saxhyttan